# Österreichische Alpine Skimeisterschaften 1987
Die Österreichischen Alpinen Skimeisterschaften 1987 fanden vom 19. bis zum 22. Februar in Schladming und Umgebung statt. Die Abfahrten wurden auf der Krummholzpiste in Haus, die Riesenslaloms in Schladming und die Slaloms in Ramsau ausgetragen. Erstmals bei österreichischen Meisterschaften stand der Super-G am Programm, er wurde auf der Hochwurzen bei Schladming gefahren.

## Herren

### Abfahrt
| Platz | Name                   | Zeit        |
| ----- | ---------------------- | ----------- |
| 01    | Leonhard Stock         | 2:03,71 min |
| 02    | Erwin Resch            | 2:04,21 min |
| 03    | Peter Wirnsberger      | 2:04,97 min |
|       | Rudolf Huber           | 2:04,97 min |
| 05    | Gerhard Pfaffenbichler | 2:05,70 min |
| 06    | Roman Rupp             | 2:06,41 min |
| 07    | Stefan Niederseer      | 2:06,45 min |
| 08    | Helmut Höflehner       | 2:06,63 min |
| 09    | Rudolf Stocker         | 2:06,66 min |
| 10    | Patrick Ortlieb        | 2:06,72 min |

Datum: 19. Februar 1987

Ort: Haus

Piste: Krummholz

### Super-G
| Platz | Name                  | Zeit        |
| ----- | --------------------- | ----------- |
| 01    | Leonhard Stock        | 1:43,34 min |
| 02    | Hubert Strolz         | 1:43,69 min |
| 03    | Peter Wirnsberger     | 1:44,51 min |
| 04    | Stefan Niederseer     | 1:44,56 min |
| 05    | Helmut Mayer          | 1:44,65 min |
| 06    | Walter Gugele         | 1:44,72 min |
| 07    | Guido Hinterseer      | 1:44,74 min |
| 08    | Wolfgang Erharter     | 1:44,75 min |
| 09    | Manfred Faschingbauer | 1:44,85 min |
| 10    | Günther Mader         | 1:44,89 min |

Datum: 20. Februar 1987

Ort: Schladming

Piste: Hochwurzen

### Riesenslalom
| Platz | Name             | Zeit        |
| ----- | ---------------- | ----------- |
| 1     | Rudolf Nierlich  | 2:54,66 min |
| 2     | Günther Mader    | 2:56,10 min |
| 3     | Leonhard Stock   | 2:56,22 min |
| 4     | Rainer Salzgeber | 2:56,23 min |
| 5     | Karl Thaler      | 2:56,43 min |

Datum: 21. Februar 1987

Ort: Schladming

### Slalom
| Platz | Name                | Zeit        |
| ----- | ------------------- | ----------- |
| 1     | Günther Mader       | 1:42,98 min |
| 2     | Dietmar Köhlbichler | 1:43,38 min |
| 3     | Michael Tritscher   | 1:43,73 min |
| 4     | Christian Orlainsky | 1:45,21 min |
| 5     | Franz Gruber        | 1:45,67 min |

Datum: 22. Februar 1987

Ort: Ramsau

### Kombination
Die Kombination setzt sich aus den Ergebnissen von Slalom, Riesenslalom und Abfahrt zusammen.
| Platz | Name                  | Punkte |
| ----- | --------------------- | ------ |
| 1     | Ernst Riedlsperger    | 086,16 |
| 2     | Rudolf Stocker        | 101,86 |
| 3     | Bernd Stöhrmann       | 103,56 |
| 4     | Manfred Faschingbauer | 105,65 |
| 5     | Willibald Zechner     | 108,44 |

## Damen

### Abfahrt
| Platz | Name               | Zeit        |
| ----- | ------------------ | ----------- |
| 01    | Sylvia Eder        | 1:45,25 min |
| 02    | Sigrid Wolf        | 1:45,86 min |
| 03    | Gabriele Rainer    | 1:46,20 min |
| 04    | Veronika Wallinger | 1:46,62 min |
| 05    | Sieglinde Winkler  | 1:46,72 min |
| 06    | Petra Kronberger   | 1:46,78 min |
| 07    | Ingrid Salvenmoser | 1:47,51 min |
| 08    | Elisabeth Kirchler | 1:47,62 min |
| 09    | Andrea Salvenmoser | 1:47,81 min |
| 10    | Barbara Sadleder   | 1:48,10 min |

Datum: 19. Februar 1987

Ort: Haus

Piste: Krummholz

### Super-G
| Platz | Name                    | Zeit        |
| ----- | ----------------------- | ----------- |
| 01    | Sigrid Wolf             | 1:38,63 min |
| 02    | Christa Kinshofer (NED) | 1:39,94 min |
| 03    | Elisabeth Kirchler      | 1:40,00 min |
| 04    | Sylvia Eder             | 1:40,54 min |
| 05    | Ingrid Salvenmoser      | 1:41,51 min |
| 06    | Birgit Wolfram          | 1:42,26 min |
| 07    | Sabine Ginther          | 1:42,44 min |
| 08    | Manuela Rüf             | 1:42,64 min |
| 09    | Veronika Wallinger      | 1:42,75 min |
| 10    | Petra Kronberger        | 1:42,96 min |

Datum: 20. Februar 1987

Ort: Schladming

Piste: Hochwurzen

### Riesenslalom
| Platz | Name                    | Zeit        |
| ----- | ----------------------- | ----------- |
| 1     | Sigrid Wolf             | 2:26,73 min |
| 2     | Sylvia Eder             | 2:28,22 min |
| 3     | Christa Kinshofer (NED) | 2:28,76 min |
| 4     | Elisabeth Kirchler      | 2:28,97 min |
| 5     | Birgit Wolfram          | 2:30,44 min |

Datum: 22. Februar 1987

Ort: Schladming

### Slalom
| Platz | Name               | Zeit        |
| ----- | ------------------ | ----------- |
| 1     | Roswitha Steiner   | 1:35,25 min |
| 2     | Ida Ladstätter     | 1:36,48 min |
| 3     | Claudia Strobl     | 1:36,53 min |
| 4     | Sylvia Eder        | 1:36,65 min |
| 5     | Ingrid Salvenmoser | 1:37,20 min |

Datum: 21. Februar 1987

Ort: Ramsau

### Kombination
Die Kombination setzt sich aus den Ergebnissen von Slalom, Riesenslalom und Abfahrt zusammen.
| Platz | Name               | Punkte |
| ----- | ------------------ | ------ |
| 1     | Sylvia Eder        | 019,19 |
| 2     | Ingrid Salvenmoser | 067,02 |
| 3     | Gabriele Rainer    | 070,24 |
| 4     | Birgit Wolfram     | 098,40 |
| 5     | Andrea Salvenmoser | 121,73 |